# Serie A2 1991-1992 (pallavolo maschile)
La Serie A2 maschile FIPAV 1991-92 fu la 15ª edizione della manifestazione organizzata dalla FIPAV.

## Regolamento
Le 16 squadre partecipanti disputarono un girone unico con partite di andata e ritorno. Le prime tre classificate al termine della regular season furono promosse in Serie A1, e la 1ª e la 2ª furono ammesse a disputare i play-off scudetto. Le squadre che terminarono il campionato tra il 13º e il 16º posto retrocessero in Serie B.

## Avvenimenti
Il campionato ebbe inizio il 22 settembre e si concluse il 1º marzo con le promozioni di Centro Matic Prato e Jokey Fas Schio, ammesse ai play-off, e Lazio Pallavolo Roma.

## Le squadre partecipanti
Le squadre partecipanti furono 16. Fochi Bologna, Gividì Milano, Latte Giglio Reggio Emilia e Volley Team Agrigento erano le squadre provenienti dalla Serie A1, mentre Carifano Gibam Fano, Com Cavi Multimedia Sparanise e Monteco Ferrara erano le neopromosse dalla B.
| Squadra                                | Stagioni in Serie A2 | Allenatore          | Campo di gioco                           |
| -------------------------------------- | -------------------- | ------------------- | ---------------------------------------- |
| Banca Popolare di Sassari Sant'Antioco | 2                    | Angelo Baldini      | PalaRockefeller di Cagliari              |
| Brondi Asti                            | 6                    | Marcello Levatino   | Palasport di Asti                        |
| Carifano Gibam Fano                    | 1                    | Angelo Lorenzetti   | PalaAllende di Fano, PU                  |
| Centro Matic Prato                     | 4                    | Mario Mattioli      | Palasport San Paolo di Prato             |
| Codyeco Santa Croce                    | 11                   |                     | PalaParenti di Santa Croce sull'Arno, PI |
| Com Cavi Multimedia Sparanise          | 2                    | Eduardo Pizzichillo | PalaSparanise di Sparanise, CE           |
| Fochi Bologna                          | 5                    | Maurizio Menarini   | PalaDozza di Bologna                     |
| Gividì Milano                          | 3                    | Giuseppe Jaccarini  | PalaLido di Milano                       |
| Jockey Fas Schio                       | 3                    | Nerio Zanetti       | PalaCampagnola di Schio, VI              |
| Lazio Roma                             | 2                    | Antonio Beccari     | Palazzetto dello Sport di Roma           |
| Moka Rica Forlì                        | 2                    | Piero Molducci      | PalaGalassi di Forlì                     |
| Monteco Ferrara                        | 9                    | Loredano Rizzoni    | Palasport di Ferrara                     |
| Prep Reggio Emilia                     | 6                    | Gian Paolo Guidetti | PalaBigi di Reggio Emilia                |
| San Giorgio Mestre                     | 2                    | Luciano Scaggiante  | PalaTaliercio di Venezia-Mestre          |
| Volley Club Jesi                       | 7                    | Romano Piaggesi     | PalaTriccoli di Jesi, AN                 |
| Volley Team Agrigento                  | 3                    | George Tcholov      | PalaNicosia di Agrigento                 |

## Classifica
| Pos. | Squadra                                | Pt | G  | V  | P  | SV | SP |
| ---- | -------------------------------------- | -- | -- | -- | -- | -- | -- |
| 1.   | Jockey Fas Schio                       | 52 | 30 | 26 | 4  | 81 | 16 |
| 2.   | Centro Matic Prato                     | 52 | 30 | 26 | 4  | 83 | 24 |
| 3.   | Lazio Roma                             | 50 | 30 | 25 | 5  | 79 | 30 |
| 4.   | Fochi Bologna                          | 44 | 30 | 22 | 8  | 76 | 34 |
| 5.   | Moka Rica Forlì                        | 34 | 30 | 17 | 13 | 59 | 47 |
| 6.   | Prep Reggio Emilia                     | 34 | 30 | 17 | 13 | 61 | 51 |
| 7.   | Banca Popolare di Sassari Sant'Antioco | 30 | 30 | 15 | 15 | 55 | 59 |
| 8.   | San Giorgio Mestre                     | 30 | 30 | 15 | 15 | 53 | 58 |
| 9.   | Brondi Asti                            | 24 | 30 | 12 | 18 | 46 | 61 |
| 10.  | Codyeco Santa Croce                    | 24 | 30 | 12 | 18 | 46 | 62 |
| 11.  | Volley Team Agrigento                  | 24 | 30 | 12 | 18 | 49 | 68 |
| 12.  | Monteco Ferrara                        | 22 | 30 | 11 | 19 | 42 | 67 |
| 13.  | Com Cavi Multimedia Sparanise          | 20 | 30 | 10 | 20 | 41 | 66 |
| 14.  | Carifano Gibam Fano                    | 18 | 30 | 9  | 21 | 39 | 68 |
| 15.  | Volley Club Jesi                       | 12 | 30 | 6  | 24 | 27 | 78 |
| 16.  | Gividì Milano                          | 10 | 30 | 5  | 25 | 34 | 82 |

| Promosse in Serie A1 e ammesse ai play-off scudetto | Promossa in Serie A1 | Retrocesse in Serie B |

## Risultati

### Tabellone
|               | Agrigento | Asti | Bologna | Milano | Fano | Ferrara | Forlì | Jesi | Mestre | Prato | Reggio Emilia | Roma | Sant'Antioco | Santa Croce | Schio | Sparanise |
| ------------- | --------- | ---- | ------- | ------ | ---- | ------- | ----- | ---- | ------ | ----- | ------------- | ---- | ------------ | ----------- | ----- | --------- |
| Agrigento     | XXX       | 3-0  | 3-2     | 3-1    | 3-1  | 3-0     | 0-3   | 3-0  | 1-3    | 0-3   | 1-3           | 1-3  | 3-1          | 3-2         | 1-3   | 3-1       |
| Asti          | 3-1       | XXX  | 3-0     | 2-3    | 3-0  | 3-1     | 3-2   | 3-0  | 3-0    | 0-3   | 3-1           | 0-3  | 0-3          | 3-1         | 0-3   | 0-3       |
| Bologna       | 3-0       | 3-1  | XXX     | 3-2    | 3-1  | 3-0     | 3-2   | 3-0  | 3-0    | 3-0   | 3-1           | 2-3  | 3-0          | 3-0         | 3-0   | 3-0       |
| Milano        | 2-3       | 3-2  | 0-3     | XXX    | 3-0  | 1-3     | 0-3   | 2-3  | 2-3    | 1-3   | 3-2           | 2-3  | 1-3          | 0-3         | 0-3   | 1-3       |
| Fano          | 3-0       | 0-3  | 1-3     | 3-1    | XXX  | 3-0     | 3-2   | 3-1  | 0-3    | 0-3   | 2-3           | 0-3  | 3-0          | 3-0         | 0-3   | 3-0       |
| Ferrara       | 3-1       | 3-0  | 0-3     | 3-2    | 3-0  | XXX     | 0-3   | 2-3  | 3-0    | 1-3   | 0-3           | 1-3  | 3-1          | 3-1         | 0-3   | 3-2       |
| Forlì         | 3-1       | 3-2  | 0-3     | 3-0    | 3-0  | 3-0     | XXX   | 3-0  | 3-1    | 0-3   | 1-3           | 0-3  | 3-0          | 3-1         | 0-3   | 3-0       |
| Jesi          | 2-3       | 1-3  | 0-3     | 1-3    | 3-1  | 1-3     | 0-3   | XXX  | 0-3    | 0-3   | 3-1           | 0-3  | 1-3          | 3-0         | 0-3   | 3-0       |
| Mestre        | 3-2       | 3-2  | 2-3     | 3-0    | 3-1  | 3-0     | 0-3   | 3-1  | XXX    | 2-3   | 3-1           | 3-0  | 3-1          | 3-0         | 0-3   | 3-2       |
| Prato         | 3-0       | 3-1  | 3-2     | 3-0    | 3-1  | 3-0     | 3-0   | 3-0  | 3-1    | XXX   | 2-3           | 3-1  | 3-0          | 3-0         | 3-1   | 3-1       |
| Reggio Emilia | 3-0       | 3-0  | 0-3     | 3-0    | 3-2  | 3-1     | 3-0   | 3-1  | 3-0    | 0-3   | XXX           | 1-3  | 3-0          | 3-0         | 1-3   | 3-0       |
| Roma          | 3-1       | 3-0  | 3-2     | 3-0    | 3-0  | 3-0     | 3-0   | 3-0  | 3-0    | 3-1   | 3-0           | XXX  | 3-0          | 3-1         | 3-2   | 3-0       |
| Sant'Antioco  | 3-2       | 3-0  | 3-1     | 3-0    | 1-3  | 3-2     | 3-1   | 3-0  | 3-1    | 3-2   | 2-3           | 3-2  | XXX          | 3-1         | 0-3   | 2-3       |
| Santa Croce   | 3-1       | 3-0  | 3-1     | 3-1    | 3-1  | 1-3     | 1-3   | 3-0  | 3-0    | 0-3   | 3-2           | 3-0  | 3-2          | XXX         | 0-3   | 3-0       |
| Schio         | 3-0       | 3-0  | 3-0     | 3-0    | 3-0  | 3-0     | 3-0   | 3-0  | 3-0    | 0-3   | 3-0           | 3-1  | 3-0          | 3-1         | XXX   | 3-0       |
| Sparanise     | 2-3       | 0-3  | 0-3     | 3-0    | 3-1  | 3-1     | 2-3   | 3-0  | 3-1    | 0-3   | 3-0           | 1-3  | 0-3          | 3-0         | 0-3   | XXX       |